# Leptagrion dardanoi
Leptagrion dardanoi – gatunek ważki z rodziny łątkowatych (Coenagrionidae). Endemit Brazylii, stwierdzony w stanach Pernambuco i Ceará.